# Aethes labonita
Aethes labonita es una especie de polilla del género Aethes, categorizada en la tribu Cochylini, de la subfamilia Tortricinae.

## Distribución
Se distribuye por Ecuador.

## Taxonomía
Fue descrita por Razowski & Wojtusiak en 2013 y publicada en (Aethes), Acta Zool. Cracov. 56: 11.